# Геліополь (Єгипет)
Геліо́поль (Геліо́поліс, грец. Ἡλιούπολις, дав.-єгип. Іуну, бібл. Он) — місто в Стародавньому Єгипті, столиця 13-го сепату (ному) Нижнього Єгипту. Розташоване трохи північніше від нинішнього Каїра. У Геліополі знаходився головний центр поклоніння верховному богу сонця (спочатку Атуму, потім Атуму — Ра) і циклу пов'язаних з ним божеств — «Великої Дев'ятки Іуну». Греки ототожнювали Атума і Ра з Геліосом, звідки і грецька назва міста — 'Ἡλιούπολις («місто сонця»). Староєгипетська назва, транскрибована ỉwnw, найчастіше передається як Іуну або Он Ὂν в еллінізованому варіанті і אן або ‏ און‏‎ в єврейському тексті Біблії.